# Richard Schachner
Richard Schachner (* 19. Juni 1873 in Straubing; † 13. Juni 1936 in München) war ein deutscher Architekt, kommunaler Baubeamter und Hochschullehrer in München.

## Leben
Während seines Studiums in München wurde Schachner Mitglied des Corps Cisaria. Nach Tätigkeiten in Bamberg und Freising war er seit 1912 Bauamtmann in der Stadtverwaltung München. In den folgenden Jahren plante er viele öffentliche Gebäude. Ein Schwerpunkt seines Schaffens waren Krankenhausbauten. Auf einen Lehrstuhl der Technischen Hochschule München berufen, amtierte Schachner 1931–1933 auch als Rektor der Hochschule. Sein Nachlass wird vom Architekturmuseum der Technischen Universität München betreut. Richard Schachner war der Vater des Architekten Benno Schachner, der die Mineralogin Doris Schachner heiratete; beider Tochter ist Melitta Schachner, Professorin am Zentrum für Molekulare Neurobiologie in Hamburg.

## Bauten
- Städtisches Waisenhaus in Passau

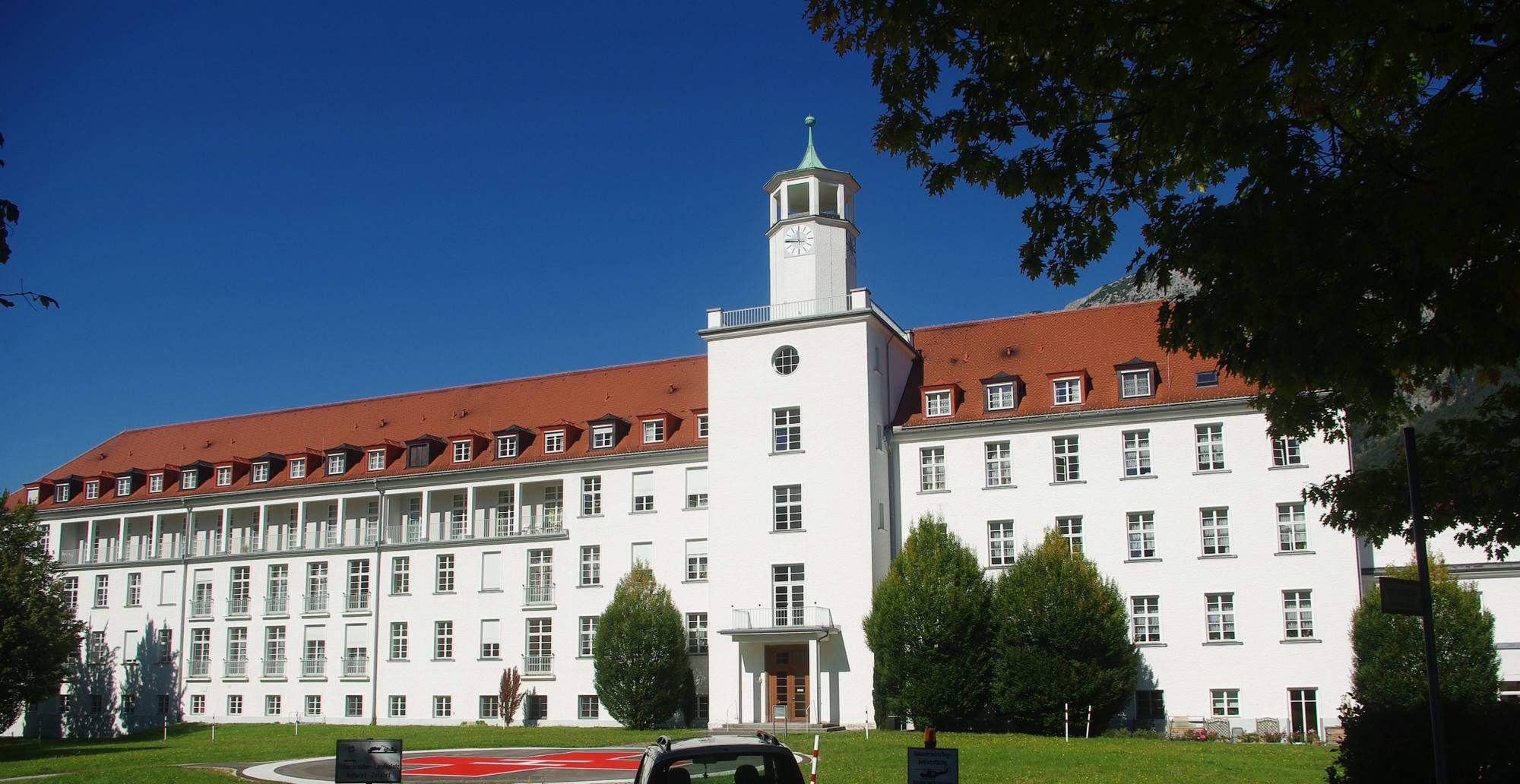
„Schachnerbau“, ehemaliges Krankenhaus in Bad Reichenhall

- 1903–1916: Schwabinger Krankenhaus in München
- 1908–1912: Großmarkthalle München
- 1909: Corpshaus der Cisaria in München, Münzstraße
- um 1909: Verwaltungsgebäude bzw. Direktorenvilla der Zentrale des Abfallwirtschaftsbetriebs München, Sachsenstraße (heute Betriebshof Süd)
- 1915–1916: Münchner Frauenklinik
- 1926–1929: Klinik Thalkirchner Straße (Dermatologische Klinik) in München
- 1927–1929: Krankenhaus in Passau (mit Benno Schachner)
- 1928–1930: Neubau des Krankenhauses in Bad Reichenhall, heute genannt „Schachnerbau“
- Neubau des Krankenhauses der Elisabethinnen in Straubing
- verschiedene Krankenhausbauten in Augsburg, Stettin, Siegen, Nördlingen, Dillingen an der Donau und Kitzbühel